# Waheed Alli
Pour les articles homonymes, voir Alli.
Waheed Alli, baron Alli (né le 16 novembre 1964) est un entrepreneur médiatique et homme politique. Il est le co-créateur de la série télévisée Survivor et occupe des postes de direction dans plusieurs sociétés de production télévisuelle, notamment Endemol Shine Group, Carlton Television Productions (maintenant ITV Studios), Planet 24 et Chorion,.
Il est actuellement directeur général de Silvergate Media, président de Koovs Plc et administrateur d' Olga Productions. Il est membre de la Chambre des lords au Royaume-Uni, siégeant en tant que pair à vie pour le Parti travailliste, et est décrit comme l'un des rares hommes politiques musulmans ouvertement homosexuels au monde,.

## Biographie
En termes de catégories britanniques, il est considéré comme asiatique, car ses deux parents sont indo-caribéens. Sa mère, infirmière, est une Indo-Trinidadienne de Trinité-et-Tobago, et son ex-père, mécanicien, est un Indo-Guyanien de Guyana. Sa mère est hindoue et son père musulman et a deux frères, qui sont également musulmans. Il est désigné comme l'un des 20 Asiatiques les plus importants dans les médias britanniques en 2005. Parallèlement, il entretient des liens avec ses racines caribéennes, à la fois avec d'autres hommes politiques anglo-guyanien tels que Valerie Amos et Trevor Phillips, et avec le président Bharrat Jagdeo.
Il fait partie d'un groupe de Guyaniens très prospères en Grande-Bretagne (Michael White de The Guardian les appellent la « mafia guyanienne»), qui comprend Raj Persaud, Herman Ouseley et David Dabydeen, Cynthia Pine, Keith Waithe et Rudolph Dunbar.
Alli grandit dans un environnement modeste, fréquente le Stanley Technical College à South Norwood et quitte l'école à 16 ans avec neuf O-levels.

## Carrière
Alli commence à travailler en tant que chercheur junior pour un magazine financier, avec Salem Ghayar, qui l'embauche et le forme. Après quelques années à préparer des rapports mensuels pour des investisseurs potentiels, il est recruté par Save & Prosper, qui fait partie de Robert Fleming &amp; Co. Finalement, il retourne chez son employeur d'origine et gravit les échelons dans le secteur des médias au sein de l'écurie de publications de Robert Maxwell. Il part ensuite à la City pour une seconde carrière dans la banque d'investissement, grâce à laquelle il s'enrichit. Au milieu des années 1980, il rencontre Charlie Parsons, qui devient son associé commercial ainsi que son partenaire de vie.
La troisième carrière d'Alli, et la première dans laquelle il atteint une notoriété publique, est dans l'industrie de la télévision. Lui et Parsons créent 24 Hour Productions, qui produit The Word, "le programme télévisé le plus discuté en Grande-Bretagne". En 1992, ils fusionnent avec Planet Pictures de Bob Geldof pour former Planet 24. Son succès est tel qu'elle devient l'une des plus grandes sociétés de production télévisée du pays et le principal fournisseur indépendant de Channel 4. Il est responsable de programmes révolutionnaires tels que Big Breakfast et Survivor. Carlton Television achète Planet 24 en mars 1999 pour 15 millions de livres sterling, Alli et Parsons conservant prudemment les droits du format lucratif  Survivor. Waheed Alli devient administrateur du conseil d'administration de Carlton avant de démissionner un an plus tard.
En avril 2003, Alli prend la présidence de la société de droits médiatiques Chorion qui détient les droits d'Enid Blyton et d'Agatha Christie, et possède des bureaux au-delà du Royaume-Uni à New York, Sydney et Tokyo. Il est président d'ASOS cotée à l'AIM et directeur d'Olga Television, la société de production de l'artiste Paul O'Grady. Il possède une partie de Shine Limited, une société de production médiatique qu'il cofonde en mars 2001 avec Elisabeth Murdoch, fille du magnat des médias Rupert Murdoch. En août 2011, il quitte la présidence de Chorion et vend la moitié de sa participation dans ASOS.com pour créer une nouvelle société appelée Silvergate Media.
Il fait partie d'une offre ratée de 100 millions de livres sterling soutenue par la société de Capital-investissement 3i pour acheter Virgin Radio à SMG plc en 2005. En mars 2007, il est nommé administrateur non exécutif de SMG.
Alli est un investisseur fondateur de Koovs, un détaillant en ligne indien cherchant à reproduire le succès d'ASOS dans le sous-continent. La société est créée en 2012, avec l'intention de lever 22 millions de livres sterling avec une cotation en bourse sur l' AIM de Londres. En décembre 2019, la société est placée sous administration judiciaire après des difficultés financières.

## Politique
Alli rejoint le Parti travailliste grâce à sa voisine Emily Thornberry, dont il reste proche. Il est également proche d'Anji Hunter, directeur des relations gouvernementales dans le premier gouvernement de Tony Blair. Il aide Le Premier ministre Blair pendant des années pour toucher une génération plus jeune (alias « culture yoof »), et est considéré comme un des "Tony's Conies". Il est nommé pair à vie sous le titre de baron Alli, de Norbury dans le quartier londonien de Croydon, le 18 juillet 1998 à l'âge de 34 ans, devenant le plus jeune et le premier pair ouvertement homosexuel au Parlement. Il siège sur les bancs travaillistes de la Chambre des lords. La BBC résume sa nomination comme "l'antithèse du pair stéréotypé de l'establishment - jeune, asiatique et du monde des médias et du divertissement".
Alli utilise sa position politique pour défendre les droits des homosexuels. Il dirige la campagne pour abroger l'article 28. Il préconise l'abaissement de l'âge de consentement pour les homosexuels de 18 à 16 ans, égal à celui des hétérosexuels ; cela est finalement devenu loi sous le nom de Sexual Offences (Amendment) Act 2000. C'est lors d'un échange houleux avec des opposants conservateurs, menés par la baronne Young, qu'il informe ses pairs qu'il est gay.
En 2006, il participe à la Conférence internationale sur les droits humains LGBT adoptant la Déclaration de Montréal et en 2009, il dirige une campagne pour abroger les clauses de la loi de 2004 sur le partenariat civil qui interdisent aux institutions religieuses de mener les cérémonies dans leurs locaux. Cette campagne aboutit à un amendement bipartite, qui devient une partie de la loi sur l'égalité de 2010.

## Autres activités
Il se concentre sur les droits des homosexuels, la jeunesse et l'éducation. Il est l'ancien chancelier de l'université De Montfort à Leicester. Il est également président du Croydon Youth Development Trust et mécène de Skillset et du Sector Skills Council qui soutient les compétences et la formation dans les industries des médias créatifs.
À l'automne 2008, il remporte un Stonewall Award dans la catégorie personnalité politique. En 2002, il est mécène de l'Albert Kennedy Trust. Il est conférencier d'honneur à la Conférence internationale sur les droits humains des LGBT, dans le cadre des Outgames mondiaux de 2006, qui ont mené à la Déclaration de Montréal. Alli est mécène d'Oxford Pride, l'événement annuel de la fierté dans l'Oxfordshire, et de Pride London. Il est mécène de la Elton John AIDS Foundation.